# Crematogaster vidua
Crematogaster vidua är en myrart som beskrevs av Santschi 1928. Crematogaster vidua ingår i släktet Crematogaster och familjen myror. Inga underarter finns listade i Catalogue of Life.